# شقيف (قرية)
قرية شقيف هي إحدى القرى المحتلة والمدمرة التابعة لمركز البطيحة التابع لمحافظة القنيطرة في هضبة الجولان بجنوب غرب سوريا.